# Kimbie Humer-Vogl
Kimbie Humer-Vogl (* 1971 in Rustenburg, Südafrika) ist eine österreichische Politikerin (Grüne) und klinische Psychologin. Sie ist seit 2013 Abgeordnete zum Salzburger Landtag und war bis März 2019 Erste Klubobfrau-Stellvertreterin. Nach den Gemeindevertretungs- und Bürgermeisterwahlen in Salzburg 2019 folgte sie mit 18. März 2019 Martina Berthold aufgrund deren Wechsel in die Salzburger Stadtregierung als Klubobfrau im Landtag nach.

## Ausbildung und Beruf
Humer-Vogl studierte Psychologie mit anschließenden Doktoratsstudium in Salzburg und absolvierte darüber hinaus zahlreiche Zusatzausbildungen in den Bereichen klinische Psychologie und Gesundheitspsychologie, Notfallpsychologie und Validation. Ihre beruflichen Schwerpunkte liegen im Bereich Gesundheits-, Klinische- und Gerontopsychologie. Sie ist seit 1994 Mitarbeiterin der Beratungsstelle des psychologischen Instituts der Uni Salzburg und seit 1996 für verschiedene Einrichtungen als Lektorin aktiv. Des Weiteren arbeitete sie von 1997 bis 2002 als Integrationsfachkraft bei pro mente Salzburg, wobei sie mit dem Aufbau der Arbeitsassistenz für Gehörlose im Land Salzburg beschäftigt war. Zudem ist sie seit 1999 in der Projektorganisation bei pro mente Salzburg für die Bereiche Bildung und Öffentlichkeitsarbeit aktiv und wurde 2010 zudem mit dem Bildungsmanagement für die pro mente Akademie Wien betraut.

## Politik
Kimbie Humer-Vogl ist seit 2009 in der Gemeindegruppe der Halleiner Grünen aktiv und übernahm 2011 die Funktion der Bezirkssprecherin der GRÜNEN Tennengau. Sie kandidierte bei der Landtagswahl 2013 für die Salzburger Grünen auf dem dritten Listenplatz der Landesliste und wurde nach dem Wahlerfolg der Grünen am 19. Juni 2013 als Abgeordnete angelobt. Sie ist innerhalb des grünen Landtagsklubs Sprecherin für Bildung, Wissenschaft und Forschung, Familie und Kinderbetreuung, Gesundheit, Integration behinderter Menschen, Soziales, Senioren, Sport, Religion und Ehrenamt, zudem übernahm sie die Funktion der 1. Klubobfrau-Stellvertreterin. Als ihre politischen Interessengebiete gibt sie die Bereiche Gesundheit, Senioren/Pflege, Bildung, Frauen sowie Integration/Migration/Minderheiten an. Sie kandidierte 2019 für das Bürgermeisteramt in Hallein und erhielt dabei 10,9 Prozent der gültigen Stimmen.
Daneben engagiert sich Humer-Vogl im Vorstand und als Trainerin im Halleiner Turnverein sowie als Obfrau des Elternvereines der Volksschule Hallein-Stadt und als Vorstandsmitglied des Pfarrgemeinderates Hallein-Neualm.

## Privates
Humer-Vogl kam mit sechs Jahren, ohne ein Wort Deutsch sprechen zu können, nach Österreich. Sie ist mit dem Gemeindevertreter und Sprecher der Halleiner Grünen Wilfried Vogl verheiratet und Mutter von vier Kindern. Sie lebt mit ihrer Familie in Hallein.